# George S. Fleming
Pour les articles homonymes, voir Fleming.
George S. Fleming est un réalisateur américain de l'ère du muet. Il a été l'assistant d'Edwin S. Porter au sein du studio de Thomas Edison situé  au 41, de la East Twenty-first Street de New York

## Filmographie partielle
- 1901 : What Happened on Twenty-third Street, New York City, coréalisé avec Edwin S. Porter
- 1902 : Jack and the Beanstalk (en), coréalisé avec Edwin S. Porter
- 1903 : La Vie d'un pompier américain (Life of an American Fireman), coréalisé avec Edwin S. Porter